# Harry Hampton
Joseph Harry Hampton  (Wellington, 21 de abril de 1885 – Rhyl, 15 de março de 1963) foi um jogador de futebol Inglês, que nasceu em Wellington, Shropshire. Até hoje permanece sendo o segundo maior goleador do Aston Villa, sendo o que mais marcou pelo clube no campeonato inglês.

## Aston Villa
Mais conhecido como "Happy" Harry Hampton ou como "The Whirlwind Wellington", ele jogou como um centroavante no Aston Villa entre 1904 e 1920. Ele marcou os dois gols contra o Newcastle United na final da FA Cup de 1905. Hampton foi um prolífico goleador e uma vez marcou cinco gols, quando o Aston Villa derrotou o Sheffield Wednesday por 10-0 em uma partida da Primeira Divisão em 1912. Ele foi artilheiro na Primeira Divisão na temporada de 1911-12.[carece de fontes?] Entre 1913 e 1914 Hampton jogou pela Inglaterra quatro vezes, marcando dois gols em jogos contra o País de Gales e Escócia.

### Birmingham
No Birmingham Hampton tornar-se jogador do clube da Segunda Divisão, seus 16 gols fizeram dele o artilheiro do clube na temporada 1920-21 e ajudou o clube ao título da Segunda Divisão.
Após sua aposentadoria, Hampton se tornou treinador no Preston North End e seu ex-clube, Birmingham. Mais tarde, ele dirigia uma empresa de catering em Rhyl, onde morreu em 1963, com 77 anos.

## Títulos

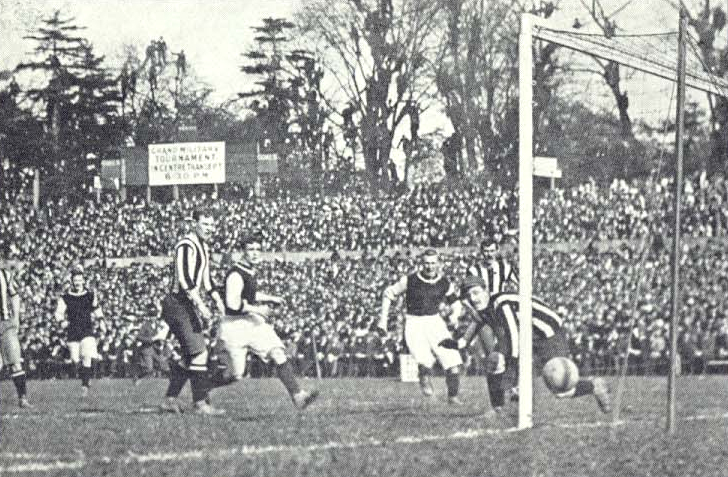
Harry Hampton fazendo gol na final da FA Cup de 1905.

### Aston Villa
- FA Cup: 1905 e 1913
- Football League Championship: 1909–10

### Birmingham
- Football League Championship: 1920-21